# الحزب الماوي الروسي
الحزب الماوي الروسي (بالروسية: Российская маоистская партия)‏ هو حزب ماوي في روسيا. تأسس في 9 يونيو 2000.

## أيديولوجيا
تقبل الحزب إرث حزب العمال الديمقراطي الاشتراكي الروسي، حزب العمل الاشتراكي الديمقراطي الروسي (البلشفي)، الحزب الشيوعي الروسي (البلشفي)، الحزب الشيوعي السوفييتي (البلشفي) والحزب الشيوعي للاتحاد السوفيتي، حتى عام 1953. كما أنه يقبل بإرث الحزب الشيوعي الصيني حتى عام 1976 مما يجعله مناهضا للتحريفية.
يرفض الحزب إرث الحزب الشيوعي السوفيتي منذ 1953 والحزب الشيوعي الصيني منذ 1976. ويعتبر الأنظمة اللاحقة لنيكيتا خروتشوف وليونيد بريجنيف على أنها إمبريالية اجتماعية من أبشع الأنظمة الاجتماعية الشمولية في تاريخ العالم ويرى استمرارها في روسيا ما بعد الاتحاد السوفيتي في عهد بوريس يلتسين وفلاديمير بوتين.
كان للحزب في السابق علاقات مع الحركة الماوية الأممية وحالياً مع المؤتمر الدولي للأحزاب والمنظمات الماركسية اللينينية، ويعرف أيضًا بأنه عضو في التنسيق الدولي للأحزاب والمنظمات الثورية.

## روابط خارجية
- الموقع الرسمي